# کیکا، استونی
کیکا (به لاتین: Kikka) یک روستا در استونی است که در دهستان وریورا واقع شده‌است.